# Новогольська волость
Новогольська волость — історична адміністративно-територіальна одиниця Новохоперського повіту Воронізької губернії з центром у селі Новогольське.
Станом на 1880 рік складалася 8 поселень, 8 сільських громад. Населення — 6925 осіб (3407 чоловічої статі та 3518 — жіночої), 974 дворових господарств.
|                     | Площа, десятин | У тому числі орної, дес. |
| ------------------- | -------------- | ------------------------ |
| Сільських громад    | 14274          | 12024                    |
| Приватної власності | 2619           | 1358                     |
| Іншої власності     | 166            | 165                      |
| Загалом             | 17059          | 13547                    |

Поселення волості на 1880 рік:
- Новогольське — колишнє державне село при річці Савала за 48 версти від повітового міста, 2758 осіб, 383 двори, православна церква, школа, 3 лавки, 2 ярмарки на рік.
- Дмитрівське (Анучіно) — колишнє власницьке село, 561 особа, 77 дворів, православна церква, 2 ярмарки на рік.
- Нагорне — колишнє державне сільце при річці Савала, 258 осіб, 45 дворів, 2 лавки, 2 ярмарки на рік.
- Новоголілань — колишній державний виселок при річці Єлань, 1530 осіб, 233 двори, православна церква, школа, 3 лавки.
- Старогольське — колишнє державне село при річці Савала, 1038 осіб, 134 двори, лавка.

За даними 1900 року у волості налічувалось 24 поселень із переважно російським населенням.